# Gorica (gmina Puconci)
Gorica – wieś w Słowenii, w gminie Puconci. W 2018 roku liczyła 281 mieszkańców.